# Assassinato de Benazir Bhutto
O assassinato de Benazir Bhutto, ex-primeira-ministra do Paquistão e líder do oposicionista Partido Popular do Paquistão (PPP), ocorreu em 27 de dezembro de 2007. Ela foi morta em um atentado suicida, quando deixava um comício na cidade de Rawalpindi, a 12 km da capital Islamabad. Um dia após o ataque, um dirigente da Al Qaeda no Afeganistão assumiu a responsabilidade da organização pelo assassinato. Um porta-voz do Talibã negou envolvimento no atentado.
Bhutto estava em campanha para as eleições parlamentares, marcadas para 8 de janeiro de 2008. A líder paquistanesa foi declarada morta às 18h16 no horário local (11h16 no horário de Brasília), já no Hospital Geral de Rawalpindi. O ataque que tirou a vida de Bhutto também matou pelo menos 20 pessoas. Dois meses antes, um atentado terrorista de grandes proporções matou mais de 120 pessoas em Karachi, que festejavam o retorno de Benazir do exílio de oito anos.

## Antecedentes
Bhutto havia optado pelo auto-exílio para escapar de processos na justiça paquistanesa por corrupção e desvio de dinheiro. Em 2004, ela e o marido foram condenados na Suíça por lavagem de dinheiro, relativo a um indiciamento de 1998, segundo o qual teriam recebido propinas e comissões — cerca de US$ 11 milhões — de duas empresas suíças que tinham contratos com o governo paquistanês.
Adversária política do presidente Pervez Musharraf, Benazir e o presidente fizeram um acordo para que, após as eleições presidenciais de outubro de 2007, ela ocupasse o cargo de premiê sob a presidência do general. Esta possível aliança abriu caminho para que Musharraf anistiasse a líder exilada e possibilitou sua volta ao Paquistão.
Assim, após oito ano de exílio em Dubai e Londres, Bhutto retornou a Karachi em 18 de outubro de  2007. Nesse mesmo dia, ela escapou ilesa de um atentado terrorista que matou mais de 120 pessoas, ferindo outras 450 que acompanhavam sua comitiva.

## O atentado
Em seu último discurso, pronunciado no Liaquat Bagh, Bhutto declarou: 
Coloco minha vida em risco para vir aqui porque sinto que este país está em perigo. As pessoas estão preocupadas. Vamos tirar o país desta crise.
Benazir Bhutto foi assassinada com dois tiros, no portão de saída do parque. Depois do comício, a ex-primeira-ministra paquistanesa deixou o local em carro, em meio a milhares de partidários do PPP que a saudavam. De dentro do veículo, Benazir acenava para a multidão pelo teto solar. Neste momento, ela foi alvejada no pescoço e no peito. Há dúvidas se o atirador foi o mesmo homem que detonou a bomba que levava junto ao corpo, matando outras 20 pessoas e deixando 56 feridos.
Contudo, o porta-voz do ministério do Interior, Javed Iqbal Cheema, disse no dia seguinte que Benazir não morreu por feridas de balas ou estilhaços de bomba, mas porque teve o crânio fraturado quando sua cabeça bateu contra o teto do veículo durante o impacto da explosão.

## Protestos
Após o anúncio da morte de Benazir, centenas de simpatizantes, concentrados na porta do Hospital Geral de Rawalpindi, gritavam palavras de ordem contra o presidente Pervez Musharraf.
Seguiram-se violentos protestos  em outras cidades do país - entre as quais Hyderabad (na província de Sindh), Muzaffarabad (na província da Caxemira) e Lahore (na província de Punjab).
Já foram registrados pelo menos 38 mortos.
Manifestantes invadiram bancos em Karachi, capital de Sindh (província natal de Benazir), e queimaram mais de 10 estações de trem; centenas de viaturas também foram deixadas em chamas, assim como várias sedes do partido de Musharraf. 
Na cidade central de Multan, centenas de pessoas saíram às ruas atirando pedras contra bancos e postos de gasolina. Em Islamabad, cerca de 100 manifestantes colocaram fogo em pneus, e uma explosão matou um candidato do partido governamental e cinco simpatizantes.

## Repercussão

### No Paquistão
O presidente Pervez Musharraf culpou os terroristas pela morte de Bhutto, afirmando que '"não sossegará enquanto não se livrar do terror", e declarou três dias de luto oficial.
O ex-primeiro-ministro Nawaz Sharif, líder da Liga Muçulmana do Paquistão-N (LMP-N), disse que o assassinato de Benazir foi "uma tragédia para toda a nação" e acusou o presidente Musharraf de ter planejado a morte de Bhutto.

### No exterior
- ONU: O secretário-geral da ONU Ban Ki-moon disse que ficou "chocado" e "ultrajado" com o atentado contra a ex-premiê.[23]
- Estados Unidos: O presidente norte-americano George W. Bush condenou e disse que o assassinato contra Benazir foi um "ato covarde".[22][24]
- Reino Unido: O primeiro-ministro britânico Gordon Brown afirmou que Bhutto foi morta "por covardes que temem a democracia"[25]
- França: O presidente francês Nicolas Sarkozy qualificou o assassinato como um "ato odioso e grave".[26]
- Irão: O governo iraniano classificou o atentado que matou Benazir Bhutto como uma "ação terrorista e criminosa".[27]
- Emirados Árabes Unidos: O governo dos Emirados Árabes, país em que Bhutto morava com sua família antes de retornar a Islamabad em outubro, qualificou o atentado que tirou a vida da líder do Partido Popular do Paquistão de "ação criminosa e covarde", e afirmou que sua morte "é uma perda para Emirados, e não só para o Paquistão".[28]
- Índia: O premiê indiano Manmohan Singh disse o ato contra Benazir foi "abominável" e "um golpe terrível ao processo democrático".[29]
- Brasil: O presidente brasileiro Luiz Inácio Lula da Silva classificou a ação contra a líder oposicionista como "inaceitável ato terrorista".[30]

## Enterro
Os restos mortais de Bhutto chegaram à cidade de Sukkur, no sul do Paquistão, transportados em um avião militar. O corpo de Benazir Bhutto foi sepultado no dia 28 de dezembro de 2007, no mausoléu familiar no cemitério Garhi Khuda Dask, próximo do túmulo de seu pai, Zulfikar Ali Bhutto. Envolto em uma bandeira do Partido Popular do Paquistão, o caixão de Bhutto demorou mais de duas horas para percorrer os cinco quilômetros que separam sua casa natal em Naudero do cemitério ancestral situado no povoado de Ghari Khuda Baksh.

## Responsabilidade
Um dia depois do ataque, um porta-voz da rede terrorista Al Qaeda no Afeganistão reivindicou a responsabilidade pelo assassinato de Benazir Bhutto. O FBI e do Departamento de Segurança dos Estados Unidos investigam a informação. Um porta-voz do Taleban negou envolvimento no atentado.

## Consequências
A morte de Benazir aconteceu a duas semanas da realização de eleições no Paquistão, marcadas para 8 de janeiro de 2008. Esperava-se que, no pleito, seu partido conquistasse a maioria do parlamento, habilitando-a a ser novamente a primeira-ministra do país. A Comissão Eleitoral paquistanesa decidirá no início de janeiro o possível adiamento das eleições marcadas para o dia 8 de janeiro.
Enquanto existe a indefinição sobre as eleições no Paquistão, o PPP elegeu como novo líder Bilawal Bhutto Zardari, filho de Benazir. É a terceira geração da família Bhutto no comando do partido.